# رود کرول
رود کرول (هلندی: Ruud Krol؛ زادهٔ ۲۴ مارس ۱۹۴۹) یک بازیکن فوتبال اهل هلند است.

## باشگاهی
از باشگاه‌هایی که در آن بازی کرده‌است می‌توان به ناپولی و آژاکس آمستردام اشاره کرد.

## تیم ملی
وی همچنین در تیم ملی فوتبال هلند بازی کرده است.